# Dumitra, Alba

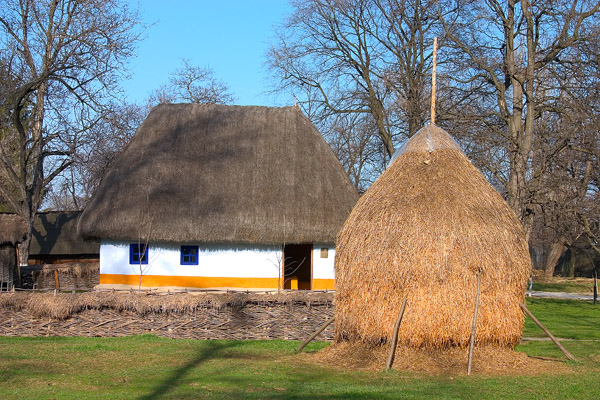
Casă din Dumitra expusă la Muzeul Național al Satului „Dimitrie Gusti” din București

Dumitra (în maghiară Demeterpataka, în germană Demetersbach) este un sat în comuna Sântimbru din județul Alba, Transilvania, România.

## Date geografice

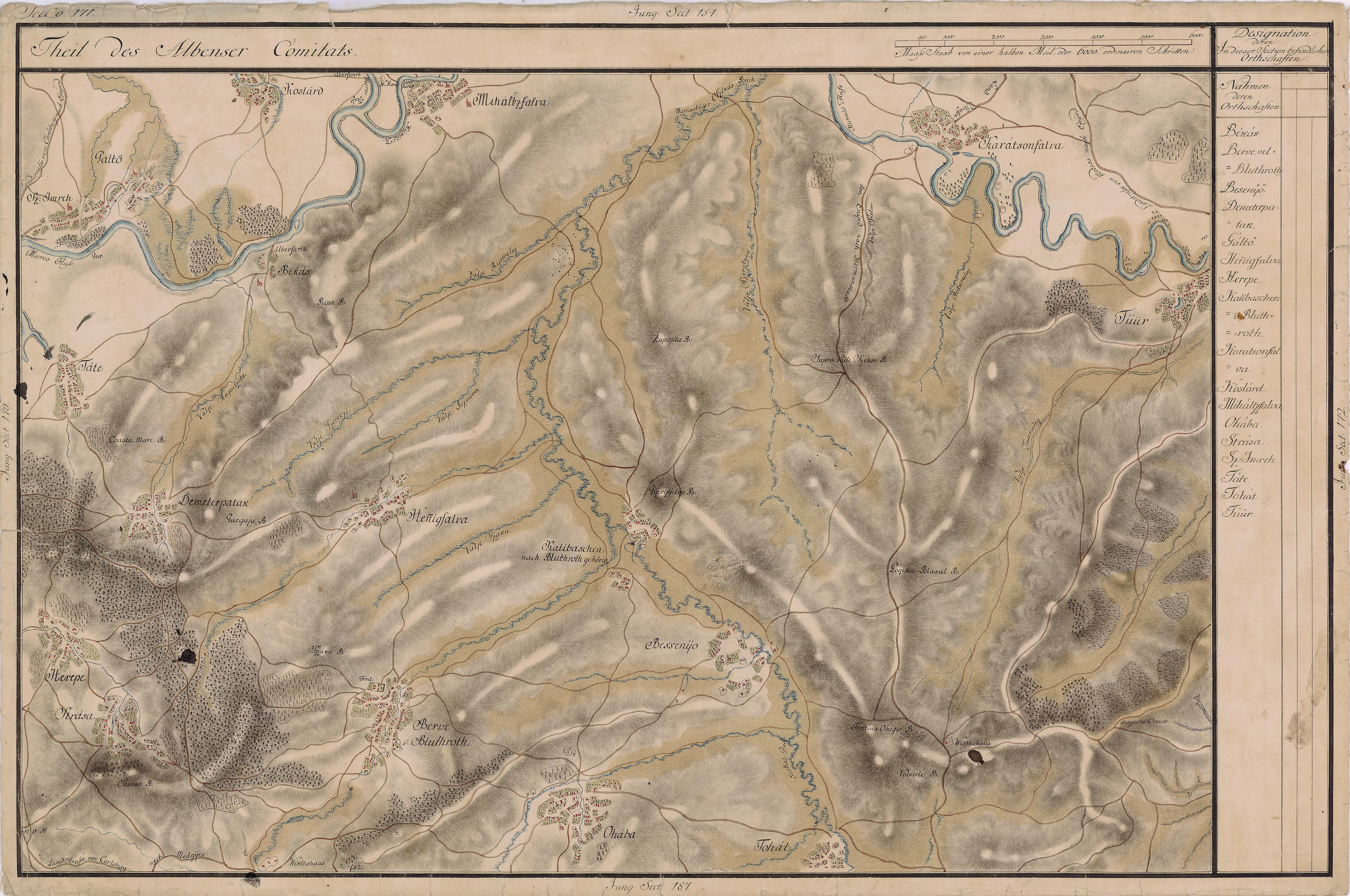
Dumitra în Harta Iosefină a Transilvaniei, 1769-1773

Localitatea este așezată între dealuri, având aproximativ 70 de case. 
La aproximativ 2 km de sat trece Mureșul. 
Pe teritoriul acestei localități se găsesc izvoare sărate.

## Acces
În sat se poate ajunge cu mașina din Hăpria sau din satul Totoi.

## Lăcașuri de cult
- Biserica Ortodoxă, construită între anii 2004-2007, biserica păstrându-și vechiul hram de sute de ani, Sfânta Cuvioasă Parascheva.
- Biserica Greco-Catolică, construită la 1903, după un proiect al bisericii din Band, județul Mureș. Construcția este ridicată în locul unei biserici vechi de lemn.

## Personalități
- Izidor Marcu (1858 - 1924), deputat în Marea Adunare Națională de la Alba Iulia 1918

## Demografie
Evoluția demografică:
- 1850 - 408 locuitori (403 români și 5 rromi)
- 1930 - 575 locuitori (toți români)
- 1992 - 138 locuitori (toți români)

 Acest articol despre o localitate din județul Alba este deocamdată un ciot. Puteți ajuta Wikipedia prin completarea lui.